# John Boorman
John Boorman (Shepperton, 18. siječnja 1933.), britanski filmski redatelj. 

## Filmografija
- Egzorcist 2: Heretik (eng. Exorcist II: The Heretic)
- Excalibur (eng. Excalibur)